# Myrcia buxifolia
Myrcia buxifolia là một loài thực vật có hoa trong Họ Đào kim nương. Loài này được Gardner mô tả khoa học đầu tiên năm 1845.